# Mauro Zárate
Mauro Matías Zárate (Haedo; 18 de marzo de 1987) es un exfutbolista argentino que se desempeñaba como mediocampista ofensivo. Su último paso como deportiva profesional fue por Danubio de la Primera División de Uruguay. Fue parte de equipos de Argentina, Inglaterra, Italia, Catar, Emiratos Árabes Unidos y Brasil, además de campeón con la selección argentina en el Mundial Sub-20 de 2007 en Canadá.
Formó parte de diferentes clubes de Inglaterra, Italia, Catar, Emiratos Árabes Unidos y Brasil, además de haber sido campeón con Argentina en el mundial sub-20 de Canadá en 2007.

## Biografía
Hijo de padre chileno criado en Argentina y madre argentina , nació el 13 de marzo en Haedo, Morón en la provincia de Buenos Aires. Es el menor de cuatro hermanos que también fueron futbolistas: Rolando Zárate, Sergio Zárate y Ariel Zárate.

## Trayectoria

### Formación en Vélez Sarsfield
Surgido de las divisiones inferiores de Vélez, debutó en la Primera División el 21 de mayo de 2004 con 17 años de edad ante Arsenal. Su primer gol en primera división lo anotó a Colón de Santa Fe como visitante. Ese mismo día convirtió, también con la camiseta de Vélez, su hermano Rolando Zárate. El segundo gol de su carrera lo marcó a Racing Club en Avellaneda. Y el tercero a Banfield en un partido correspondiente al Clausura 2005, torneo que el Fortín terminaría ganando.
En el Apertura 2006, ya como indiscutido titular, se convirtió en el goleador del certamen, con 12 tantos, junto a Rodrigo Palacio. Llegó a ese logro con 19 años. A principios del año 2007 siguió con su racha goleadora y fue traspasado a Al-Sadd de Catar. Finalizó su primera etapa en Vélez con 28 goles en 99 partidos.

### Al-Sadd
Luego del Torneo Clausura 2007 Vélez lo vendió al Al-Sadd SC de Catar por alrededor de US$16 000 000, a pesar de que el jugador era pretendido por clubes de ligas de mayor prestigio como el Sevilla Fútbol Club.
En la liga de Catar jugó muy pocos encuentros y nunca se sintió a gusto, no pudiendo adaptarse a las diferencias entre ese país y el suyo. Disputó apenas 6 cotejos y anotó 4 goles. Por eso, buscó una salida del club y recaló en el Birmingham City Football Club de Inglaterra.

### Birmingham
El 19 de enero de 2008 fue cedido a préstamo por 6 meses al club inglés. Su debut oficial en el Birmingham fue el martes 29 de enero, donde su club cayó frente al Sunderland por 2 a 0. Mauro jugó 14 partidos y, si bien comenzó siendo suplente, a fuerza de buen fútbol y teniendo en cuenta la comprometida situación de su equipo, terminó apropiándose de la titularidad y del reconocimiento de la afición. No obstante, el club descendió de categoría. Pero su paso por el Birmingham terminó siendo importante para que clubes importantes del mundo posaran sus ojos en él.
Anotó en el equipo inglés 4 goles. Le convirtió 2 al Manchester City, uno al Everton de tiro libre y otro al Reading.

### Lazio
En agosto de 2008 el delantero argentino arregló (en conjunto con el Al-Sadd SC) para jugar un año a préstamo en la Lazio de Italia. Su debut con la camiseta Biancoceleste se produjo el 31 de agosto frente al Cagliari con victoria de los romanos por 4-1 con 2 goles de Zárate.
Con la Lazio finalizó en la 10° posición del torneo Serie A 2008/09. Los Biancocelesti tuvieron como máximo artillero de la temporada en Serie A a Zárate que, con 13 tantos, fue el 7.º máximo goleador del torneo. Zárate convirtió algunos goles destacables: un gol desde 30 metros a la Roma en el derbi romano, otro tanto de zurda al ángulo ante la Sampdoria, un gol de tiro libre al Siena, una buena definición contra el Milan, y otro disparo de pelota parada frente al Bologna, al que en ese mismo encuentro le hizo un segundo gol pinchando la pelota ante la salida del arquero.
En esa misma temporada, la 2008/09, fue campeón de la Copa Italia, su primer título en Europa. Tuvo una destacada labor y anotó 3 goles, todos muy importantes. El primero fue ante el Milan de penal, en los octavos de final. El segundo, cuando los Biancocelesti se enfrentaron a Juventus, con una anotación espectacular. Y el tercero en la final, ante Sampdoria con un bombazo desde afuera del área. La final se definió con tiros desde el punto penal y Zárate convirtió su disparo.
A mediados de 2009, cuando se vencía el préstamo que vinculaba al delantero con Lazio, el club romano decidió comprar el pase del argentino, que todavía pertenecía al Al-Sadd. La transacción se hizo en 20 millones de euros. Mauro firmó contrato hasta junio de 2014 y empezó la temporada de la mejor manera, ya que logró su segundo trofeo con la escuadra romana: la Supercopa Italiana 2009, en la que vencieron al Inter de Milán.
El título que el club obtuvo en la Copa Italia le permitió disputar la Liga Europea de la UEFA 2009-10. Si bien el conjunto romano se quedó fuera del certamen en la primera ronda, Zárate marcó algunos goles, como el que le convirtió al Elfsborg de Suecia. Sin embargo, la temporada 2009/10 no fue de lo más fructífera: solamente anotó 3 tantos en la Serie A 2009/10.
En la temporada 2010/11, que fue la última que disputó con continuidad en Lazio, volvió a retomar un poco su nivel. Disputó 35 encuentros en la Serie A 2010/11 y anotó en 9 ocasiones. Los Biancocelesti terminaron en la 5° colocación en el certamen y clasificaron a la Liga Europea de la UEFA 2011-12. De sus tantos en la liga se destaca uno al Catania de tiro libre.
Zárate se vio inmiscuido en un escándalo en el fútbol italiano cuando el delantero fue a ver el partido entre Lazio, para ese entonces su equipo, y el Bari en la tribuna de la Curva Norte, junto a la facción fascista del club romano. El futbolista apareció fotografiado realizando el saludo nazi junto a algunos tifosi.

### Inter de Milán
El 31 de agosto de 2011 pasó a préstamo al Inter por una temporada y con una opción de compra de 15 millones de Euros. El delantero firmó, además, una extraña cláusula: recibiría 15 mil euros por cada asistencia que diera, dado que se lo consideraba un jugador algo individualista.
Zárate compartió plantel con los argentinos Javier Zanetti, Esteban Cambiasso, Diego Milito y Ricky Álvarez, este último también surgido de las inferiores de Vélez Sarsfield.
Jugó 31 partidos en la temporada y marcó 3 goles, pero nunca pudo sentirse cómodo en el club de Milán, porque fue colocado como extremo, una posición donde no se sentía del todo a gusto. Sus tantos en la Serie A 2011/12 fueron contra el Genoa y ante el Cesena.
Al finalizar el préstamo en el Inter de Milán, el argentino debió retornar a Lazio porque la oferta del conjunto de Milán no satisfizo las necesidades económicas de los Biancocelesti.

### Vuelta a la Lazio
A mediados de 2012, de regreso en la Lazio, a priori iba a ser tenido en cuenta. Sin embargo, por el poco rodaje que tuvo en la temporada 2012/13 estuvo a un paso de llegar en diciembre de ese año al Dinamo de Kiev de Ucrania. Su pase al club ucraniano fue confirmado en unos 11 millones de dólares, pero luego desestimado por el presidente del club italiano, Claudio Lotito, según contó el jugador.
Por todos estos problemas con el presidente Claudio Lotito, Zárate entró en litigio con el club Laziale. Por eso, el 2 de julio de 2013 logró su desvinculación con el club italiano y quedó con el pase en su poder, según él mismo mencionó.
Debido a esa última temporada tan poco gratificante para Zárate, el mismo delantero declaró querer volver a jugar en la Argentina, más precisamente en el club en el que se inició: Vélez Sarsfield.

### Regreso a Vélez
El 15 de julio de 2013 se oficializó su retorno a Vélez Sarsfield. Ese mismo día entrenó por primera vez con el equipo dirigido por Ricardo Gareca y jugó 30 minutos en un amistoso ante Defensa y Justicia en la Villa Olímpica de la institución.
Su primer encuentro en la vuelta a Vélez fue ante All Boys. Con ese partido, Zárate llegó a los 100 cotejos con la camiseta del Fortín. El delantero, sin embargo, pagó cara su inactividad y sufrió un desgarro que lo tuvo un mes fuera de las canchas. Zárate volvió a ser titular en el partido de ida de los octavos de final de la Copa Sudamericana 2013. El equipo de Liniers ganó 2-1 y Mauro anotó el primer gol de su equipo. Unos días después, el delantero volvió a marcar un gol en el José Amalfitani tras seis años, que le sirvió a su equipo para derrotar a Atlético de Rafaela por 4 a 1.
En su 5.º encuentro desde que volvió, el delantero marcó en la victoria frente a La Equidad. Con ese triunfo Vélez clasificó a los cuartos de final de la Copa Sudamericana 2013.
Finalizó el 2013 con 7 goles desde su retorno al club: 5 por el torneo local y 2 por la Sudamericana.
Sus primeros goles en el año 2014 fueron ante Arsenal en la 2.ª fecha del Final 2014. Tras una sequía que lo tuvo sin convertir algunos encuentros, volvió a anotar un doblete en la goleada del Fortín ante Rosario Central por la 16.ª fecha del certamen local, el primero de esos goles fue de chilena. Tras quedar eliminado de la Libertadores, Zárate se convirtió en el máximo goleador del Torneo Final 2014 tras anotar 13 goles.
Su último partido de esta «era» fue frente a San Lorenzo como visitante. El 9 se despachó con un doblete y aseguró la clasificación del Fortín a la siguiente Libertadores. El delantero cerró su segunda etapa en el club con 20 tantos en 36 encuentros y con el título de la Supercopa Argentina 2013.

### Paso por Europa
West Ham United
El 28 de mayo de 2014, Zárate fue transferido al West Ham United de Inglaterra por tres temporadas. Es su segunda experiencia en la Premier League.
El 23 de agosto, en la segunda fecha de la Premier League, el West Ham United ganó por 3-1 al Crystal Palace. Zárate arrancó en el 11 titular y convirtió un gol en su debut. La hinchada del West Ham le desarrolló mucho cariño, cantando «Oh, Mauro Zárate», pero luego de algunas actuaciones irregulares, Zárate perdió la titularidad.
Queens Park Rangers
Pasó a Queens Park Rangers, también de Inglaterra, a préstamo por seis meses y con una opción de compra de 2 millones de euros. Tras medio año y con 0 goles convertidos, volvió al West Ham.
Fiorentina
En febrero de 2016 regresó a la liga italiana, pasando a préstamo por 18 meses a la AC Fiorentina. En pocos partidos se ganó la titularidad y se convirtió en pieza clave del equipo.
Watford
En enero de 2017, Zárate fichó por el Watford FC de Inglaterra a cambio de 2,75 millones de euros. Logró la titularidad en su décimo partido, pero poco después sufrió una lesión de ligamentos cruzados en la rodilla derecha que lo marginó por seis meses del fútbol.

### Al-Nasr
Ya recuperado de su lesión, emigró a Emiratos Árabes Unidos siendo cedido por el Watford para retomar su constancia en el fútbol y volver con continuidad al club inglés. En el Al-Nasr jugó 13 cotejos, marcó 3 goles y dio una asistencia.

### Vélez Sarsfield por tercera vez
Finalizada la temporada en Dubái, Zárate llegó a Vélez Sarsfield a mediados de enero de 2018. Llegó a préstamo del Watford por seis meses y sin opción de compra y fue recibido por los hinchas de Vélez en su presentación en el Estadio José Amalfitani. Debutó el sábado 27 de enero contra Chacarita. Él jugador manifestó su intención de seguir en el Club y llegó a decir "En Argentina sólo juego en Vélez". Incluso, un grupo de hinchas había iniciado un fideicomiso para pagar su pase. Por esto, la dirigencia negoció con el dueño de su pase y acordó de palabra con el jugador. Sin embargo, el 2 de julio de 2018 cierra su última etapa en Vélez Sarsfield firmando con Boca Juniors generando el repudio y el apodo de "Traidor" para los hinchas del Fortín.

### Boca Juniors
El 2 de julio de 2018 cuando Vélez Sarsfield había acordado de palabra con el Watford inglés la compra del total de su pase por €2.5M, decide pasar a Boca Juniors, lo que le valió el rechazo masivo por parte del público de Vélez y de ciertos medios de comunicación. Finalmente, el sábado 21 de julio, debutó con un gol en el equipo de Guillermo Barros Schelotto en un amistoso de pretemporada.
Convirtió en su debut oficial con el club, por Copa Libertadores de América contra Libertad de Paraguay, su primer gol oficial en La Bombonera. Dos semanas más tarde convierte su segundo gol en el partido de vuelta en Paraguay contra el mismo rival tras un pase de Darío Benedetto, quien regresaba tras una larga recuperación producto de una lesión previa. El 19 de septiembre, convierte un nuevo gol, esta vez frente a Cruzeiro de Brasil por los cuartos de final en La Bombonera, con una asistencia de Pablo Pérez. Luego, por la fecha 6, contra River Plate mantuvo una fuerte discusión con Edwin Cardona dentro del campo de juego, Cardona le reclamó no haberle hecho un pase cuando decidió disparar al arco. Su mujer, Natalie Weber, en Showmatch desmintió alguna pelea y Carlos Tévez aclaró que solo fueron cuestiones del partido y que la situación no pasó a mayores. El 30 de septiembre vuelve a convertir en la Bombonera marcando el segundo gol de penal frente a Colón de Santa Fe en la victoria de su equipo por 3-1 en la fecha 7 de la Superliga Argentina.
El 31 de enero de 2019, Boca se enfrenta a San Martín de San Juan en un partido postergado correspondiente a la fecha doce. Zárate anota el segundo gol con un preciso tiro desde afuera del área después de un pase de Ramón Ábila, Boca se lleva la victoria por 0-4. El 3 de febrero de 2019; en la fecha 17, entra por Carlos Tévez frente a Godoy Cruz en La Bombonera, al final del partido anota de tiro libre convirtiendo el 2-0 definitivo para el juego. Al día 26 de abril, Mauro Zárate es el jugador más decisivo de la era Alfaro con 12 goles y cinco asistencias en 18 partidos. El 2 de mayo de 2019, Mauro ganó su primer título, fue campeón de la Supercopa Argentina 2018 ante Rosario Central, venciendo en tanda de penales por 6-5, tras el 0-0 de los 90 minutos. El 5 de mayo, Zárate marcó de tiro libre el 3-1 sobre Godoy Cruz y sentenció el pase a cuartos en la Copa de la Superliga 2019. El 13 de agosto Boca empató 1-1 quedando eliminado 1-3 en penales con Almagro en dieciseisavos de Copa Argentina 2019, Zárate jugó como titular prolongando un bajo nivel.
El 21 de agosto, Zárate se lesionó con un desgarro en la victoria de Boca 0-3 sobre Liga de Quito, por cuartos de final de Copa Libertadores 2019, estando 24 días de baja.

### Platense
El 28 de mayo de 2022 se anunció su llegada a Platense hasta diciembre de dicho año. Llegó como la "bomba" del Calamar en ese mercado argentino, pero sin embargo su rendimiento fue muy por debajo de lo esperado. Tan solo pudo convertir 3 goles en 20 partidos. Debido a su mal nivel, se llegó a un acuerdo para finalizar su contrato a falta de una fecha de la finalización del torneo. La rescisión se dio luego de un partido con Huracán en el que Zárate protagonizó una curiosa jugada, en la que comenzó a encarar para su propia área, hasta llegar a ella y perder el balón con Matías Cóccaro, a quien luego le cometió penal.

### Danubio
En agosto de 2023, luego de su paso por la Serie B de Italia con  el Cosenza Calcio, se convirtió en refuerzo de Danubio de la Primera División de Uruguay, donde firmó contrato hasta diciembre de 2023. En el equipo uruguayo disputó solamente siete partidos y convirtió un gol.

### Retiro
El 10 de enero de 2025, a sus 37 años de edad, Zarate anunció vía Instagram el retiro del fútbol profesional haciendo un texto junto a una imagen de él y los clubes por los que transitó a lo largo de su carrera.

## Selección nacional

### Selección juvenil
A comienzos de 2007 no jugó el Campeonato Sudamericano Sub-20 con la Selección de Argentina ya que Vélez negó tanto su convocatoria como la de Damián Escudero. Poco después, fue convocado junto a otros jugadores del campeonato local para entrenar con la Selección mayor de Argentina en el predio de la AFA en Ezeiza. Finalmente fue convocado para jugar la Copa Mundial Sub-20 de 2007 donde fue titular en la delantera junto a Sergio Agüero y convirtió el gol del triunfo por 2:1 en la final ante República Checa.
En el 2008 quedó afuera de la lista de convocados por Sergio Batista para integrar el plantel albiceleste en los Juegos Olímpicos de Pekín 2008, a pesar de ser convocado para los partidos preparatorios frente a la Guatemala y la selección de Cataluña, jugando solamente 5 minutos contra el conjunto catalán.
| 1 | 30-06-2007 | Estadio Frank Clair, Ottawa, Canadá | Argentina       | Bandera de Argentina       | 0-0 | Bandera de República Checa | República Checa |  | Mundial 2007 (Sub-20) |
| 2 | 03-07-2007 | Estadio Frank Clair, Ottawa, Canadá | Panamá          | Bandera de Panamá          | 0-6 | Bandera de Argentina       | Argentina       |  | Mundial 2007 (Sub-20) |
| 3 | 06-07-2007 | Estadio Frank Clair, Ottawa, Canadá | Argentina       | Bandera de Argentina       | 1-0 | Bandera de Corea del Norte | Corea del Norte |  | Mundial 2007 (Sub-20) |
| 4 | 15-07-2007 | Estadio Frank Clair, Ottawa, Canadá | Argentina       | Bandera de Argentina       | 1-0 | Bandera de México          | México          |  | Mundial 2007 (Sub-20) |
| 5 | 22-07-2007 | Estadio Nacional, Toronto, Canadá   | República Checa | Bandera de República Checa | 1-2 | Bandera de Argentina       | Argentina       |  | Mundial 2007 (Sub-20) |
| 6 | 24-05-2008 | Camp Nou, Barcelona, España         | Cataluña        | Bandera de Cataluña        | 0-1 | Bandera de Argentina       | Argentina       |  | Amistoso (Sub-23)     |

| Competición                 | Sede   | Resultado |
| --------------------------- | ------ | --------- |
| Copa Mundial Sub-20 de 2007 | Canadá | Campeón   |

### Selección absoluta
Tras no ser convocado por la selección adulta de Argentina, en 2009 se rumoreó un posible interés de la selección italiana, lo que fue rechazado por Zárate, quien esperaba un llamado por parte de Diego Maradona a la albiceleste.
Tras nunca concretarse un llamado a Argentina, se indicó en 2014 que Zárate habría aceptado un llamado a la selección chilena por parte de Jorge Sampaoli, lo que en 2015 fue rechazado por el mismo Zárate, esperando un llamado de la albiceleste.

## Estadísticas

### Clubes
style="text-align: center;"
 
 style="text-align: center;"

| Club | Div.                   | Temporada              | Estatal | Estatal | Liga nacional | Liga nacional | Copas nacionales(1) | Copas nacionales(1) | Torneos internacionales(2) | Torneos internacionales(2) | Total | Total | Media goleadora(3) |
| Club | Div.                   | Temporada              | Part.   | Goles   | Part.         | Goles         | Part.               | Goles               | Part.                      | Goles                      | Part. | Goles | Media goleadora(3) |
| --- | ---------------------- | ---------------------- | ------- | ------- | ------------- | ------------- | ------------------- | ------------------- | -------------------------- | -------------------------- | ----- | ----- | ------------------ |
| Vélez Sarsfield Argentina |                        |                        |         |         |               |               |                     |                     |                            |                            |       |       |                    |
| 1.ª | 2004                   | —                      | —       | 5       | 1             | —             | —                   | —                   | —                          | 5                          | 1     | 0,20  |                    |
| 1.ª | 2004-05                | —                      | —       | 14      | 2             | —             | —                   | —                   | —                          | 14                         | 2     | 0,14  |                    |
| 1.ª | 2005-06                | —                      | —       | 24      | 3             | —             | —                   | 13                  | 3                          | 37                         | 6     | 0,16  |                    |
| 1.ª | 2006-07                | —                      | —       | 32      | 16            | —             | —                   | 11                  | 3                          | 43                         | 19    | 0,47  |                    |
| 1.ª | 2013-14                | —                      | —       | 28      | 18            | 1             | 0                   | 7                   | 1                          | 36                         | 19    | 0,52  |                    |
| 1.ª | 2018                   | —                      | —       | 13      | 8             | —             | —                   | —                   | —                          | 13                         | 8     | 0,71  |                    |
| Total club | Total club             | -                      | -       | 116     | 48            | 1             | 0                   | 31                  | 7                          | 148                        | 55    | 0,40  |                    |
| Al-Sadd SC Catar |                        |                        |         |         |               |               |                     |                     |                            |                            |       |       |                    |
| 1.ª | 2007                   | —                      | —       | 6       | 4             | —             | —                   | —                   | —                          | 6                          | 4     | 0,66  |                    |
| Total club | Total club             | -                      | -       | 6       | 4             | 0             | 0                   | 0                   | 0                          | 6                          | 4     | 0,66  |                    |
| Birmingham City F. C. Inglaterra |                        |                        |         |         |               |               |                     |                     |                            |                            |       |       |                    |
| 1.ª | 2008                   | —                      | —       | 14      | 4             | —             | —                   | —                   | —                          | 14                         | 4     | 0,28  |                    |
| Total club | Total club             | -                      | -       | 14      | 4             | 0             | 0                   | 0                   | 0                          | 14                         | 4     | 0,28  |                    |
| Lazio · Italia |                        |                        |         |         |               |               |                     |                     |                            |                            |       |       |                    |
| 1.ª | 2008-09                | —                      | —       | 36      | 13            | 5             | 3                   | —                   | —                          | 41                         | 16    | 0,39  |                    |
| 1.ª | 2009-10                | —                      | —       | 32      | 3             | 3             | 1                   | 7                   | 4                          | 42                         | 8     | 0,19  |                    |
| 1.ª | 2010-11                | —                      | —       | 35      | 9             | 1             | 0                   | —                   | —                          | 36                         | 9     | 0,25  |                    |
| 1.ª | 2012-13                | —                      | —       | 1       | 0             | —             | —                   | 6                   | 1                          | 7                          | 1     | 0,14  |                    |
| Total club | Total club             | -                      | -       | 104     | 25            | 9             | 4                   | 13                  | 5                          | 126                        | 34    | 0,26  |                    |
| Inter de Milán · Italia |                        |                        |         |         |               |               |                     |                     |                            |                            |       |       |                    |
| 1.ª | 2011-12                | —                      | —       | 22      | 2             | 2             | 0                   | 7                   | 1                          | 31                         | 3     | 0,09  |                    |
| Total club | Total club             | -                      | -       | 22      | 2             | 2             | 0                   | 7                   | 1                          | 31                         | 3     | 0,09  |                    |
| West Ham United F. C. Inglaterra |                        |                        |         |         |               |               |                     |                     |                            |                            |       |       |                    |
| 1.ª | 2014                   | —                      | —       | 7       | 2             | 1             | 0                   | —                   | —                          | 8                          | 2     | 0,25  |                    |
| 1.ª | 2015                   | —                      | —       | 15      | 3             | 2             | 1                   | 4                   | 1                          | 21                         | 5     | 0,23  |                    |
| Total club | Total club             | -                      | -       | 22      | 5             | 3             | 1                   | 4                   | 1                          | 29                         | 7     | 0,24  |                    |
| Queens Park Rangers F. C. Inglaterra |                        |                        |         |         |               |               |                     |                     |                            |                            |       |       |                    |
| 1.ª | 2015                   | —                      | —       | 4       | 0             | —             | —                   | —                   | —                          | 4                          | 0     | 0,00  |                    |
| Total club | Total club             | -                      | -       | 4       | 0             | 0             | 0                   | 0                   | 0                          | 4                          | 0     | 0,00  |                    |
| ACF Fiorentina · Italia |                        |                        |         |         |               |               |                     |                     |                            |                            |       |       |                    |
| 1.ª | 2016                   | —                      | —       | 15      | 3             | —             | —                   | 2                   | 0                          | 17                         | 3     | 0,17  |                    |
| 1.ª | 2016                   | —                      | —       | 7       | 2             | 1             | 0                   | 1                   | 2                          | 9                          | 4     | 0,44  |                    |
| Total club | Total club             | -                      | -       | 22      | 5             | 1             | 0                   | 3                   | 2                          | 26                         | 7     | 0,26  |                    |
| Watford F. C. Inglaterra |                        |                        |         |         |               |               |                     |                     |                            |                            |       |       |                    |
| 1.ª | 2017                   | —                      | —       | 3       | 0             | —             | —                   | —                   | —                          | 3                          | 0     | 0,00  |                    |
| Total club | Total club             | -                      | -       | 3       | 0             | 0             | 0                   | 0                   | 0                          | 3                          | 0     | 0,00  |                    |
| Al-Nasr SC · EAU |                        |                        |         |         |               |               |                     |                     |                            |                            |       |       |                    |
| 1.ª | 2017                   | -                      | -       | 8       | 3             | 5             | 0                   | —                   | —                          | 13                         | 3     | 0,23  |                    |
| Total club | Total club             | -                      | -       | 8       | 3             | 5             | 0                   | 0                   | 0                          | 13                         | 3     | 0,23  |                    |
| Boca Juniors Argentina |                        |                        |         |         |               |               |                     |                     |                            |                            |       |       |                    |
| 1.ª | 2018-19                | —                      | —       | 23      | 6             | 12            | 2                   | 12                  | 7                          | 47                         | 15    | 0,31  |                    |
| 1.ª | 2019-20                | —                      | —       | 12      | 2             | 1             | 0                   | 5                   | 0                          | 18                         | 2     | 0,22  |                    |
| 1.ª | 2020-21                | —                      | —       | 17      | 2             | 1             | 2                   | 2                   | 0                          | 20                         | 4     | 0,17  |                    |
| Total club | Total club             | -                      | -       | 52      | 10            | 14            | 4                   | 19                  | 7                          | 85                         | 21    | 0,25  |                    |
| América Mineiro · Brasil |                        |                        |         |         |               |               |                     |                     |                            |                            |       |       |                    |
| 1.ª | 2021                   | —                      | —       | 16      | 1             | 0             | 0                   | 0                   | 0                          | 16                         | 1     | 0,06  |                    |
| Total club | Total club             | -                      | -       | 16      | 1             | 0             | 0                   | 0                   | 0                          | 16                         | 1     | 0,06  |                    |
| Juventude · Brasil |                        |                        |         |         |               |               |                     |                     |                            |                            |       |       |                    |
| 1.ª | 2022                   | 3                      | 1       | 0       | 0             | 0             | 0                   | 0                   | 0                          | 3                          | 1     | 0,33  |                    |
| Total club | Total club             | 3                      | 1       | 0       | 0             | 0             | 0                   | 0                   | 0                          | 3                          | 1     | 0,33  |                    |
| Platense Argentina |                        |                        |         |         |               |               |                     |                     |                            |                            |       |       |                    |
| 1.ª | 2022                   | -                      | -       | 20      | 3             | -             | -                   | -                   | -                          | 20                         | 3     | 0,15  |                    |
| Total club | Total club             | 0                      | 0       | 20      | 3             | 0             | 0                   | 0                   | 0                          | 20                         | 3     | 0,15  |                    |
| Cosenza Calcio · Italia |                        |                        |         |         |               |               |                     |                     |                            |                            |       |       |                    |
| 2.ª | 2023                   | -                      | -       | 3       | 0             | -             | -                   | -                   | -                          | 3                          | 0     | 0     |                    |
| Total club | Total club             | 0                      | 0       | 3       | 0             | 0             | 0                   | 0                   | 0                          | 3                          | 0     | 0     |                    |
| Danubio F.C. · Uruguay |                        |                        |         |         |               |               |                     |                     |                            |                            |       |       |                    |
| 1.ª | 2023                   | -                      | -       | 7       | 1             | -             | -                   | -                   | -                          | 7                          | 1     | 0,15  |                    |
| Total club | Total club             | 0                      | 0       | 7       | 1             | 0             | 0                   | 0                   | 0                          | 7                          | 1     | 0,15  |                    |
| Total en su carrera \| | Total en su carrera \| | Total en su carrera \| | 3       | 1       | 399           | 109           | 52                  | 11                  | 77                         | 23                         | 534   | 144   | 0,27               |
| (1) Incluye datos de la Copa Italia, Supercopa de Italia, Supercopa Argentina, Copa de la Liga de Inglaterra, FA Cup, Etisalat Emirates Cup, Copa Argentina, Copa de la Superliga y Copa de la Liga Profesional. (2) Incluye datos de la Copa Sudamericana, Copa Libertadores, Europa League y Champions League. (3) No incluye goles en partidos amistosos. |                        |                        |         |         |               |               |                     |                     |                            |                            |       |       |                    |

## Palmarés

### Campeonatos nacionales
| Título              | Equipo          | País      | Año     |
| ------------------- | --------------- | --------- | ------- |
| Primera División    | Vélez Sarsfield | Argentina | C-2005  |
| Copa Italia         | SS Lazio        | Italia    | 2008-09 |
| Supercopa de Italia | SS Lazio        | Italia    | 2009    |
| Supercopa Argentina | Vélez Sarsfield | Argentina | 2013    |
| Supercopa Argentina | Boca Juniors    | Argentina | 2018    |
| Primera División    | Boca Juniors    | Argentina | 2019-20 |
| Copa de la Liga     | Boca Juniors    | Argentina | 2020    |

### Campeonatos internacionales
| Título              | Equipo                     | Sede   | Año  |
| ------------------- | -------------------------- | ------ | ---- |
| Copa Mundial Sub-20 | Selección Argentina Sub-20 | Canadá | 2007 |

### Distinciones individuales
| Distinción                                        | Año    |
| ------------------------------------------------- | ------ |
| Máximo goleador de la Primera División (12 goles) | A-2006 |
| Máximo goleador de la Primera División (13 goles) | F-2014 |